# Maguilla
Maguilla település Spanyolországban, Badajoz tartományban. Maguilla Valencia de las Torres, Campillo de Llerena, Azuaga, Berlanga és Higuera de Llerena községekkel határos. Lakosainak száma 929 fő (2024).

## Népesség
A település népessége az utóbbi években az alábbiak szerint változott:
| Lakosok száma | 1133 | 1113 | 1099 | 1084 | 1043 | 1010 | 999  | 974  | 960  | 929  |
|               | 2001 | 2004 | 2006 | 2009 | 2011 | 2014 | 2016 | 2019 | 2021 | 2024 |